# 高道祖村
高道祖村（たかさいむら）とは、茨城県筑波郡にかつて存在した村である。現在の下妻市高道祖にあたる。

## 地理
- 現在の下妻市、旧下妻市の東部に位置する。
- 村は小貝川の東岸に位置する。

## 歴史

### 沿革
- 1889年（明治22年）4月1日 - 町村制施行に伴い、高道祖村が単独で村制施行して筑波郡高道祖村が発足。
- 1954年（昭和29年）6月1日 - 真壁郡上妻村、結城郡総上村・豊加美村とともに下妻町に編入。同時に市制施行し下妻市になる。同日高道祖村廃止。

変遷表
| 1868年 以前 | 1868年 以前 | 明治22年 4月1日 | 昭和29年 6月1日 | 現在   |
| ----------- | ----------- | --------------- | --------------- | ------ |
|             | 高道祖村    | 高道祖村        | 下妻町 に編入   | 下妻市 |

## 人口・世帯

### 人口
総数 [単位： 人]
| 1891年（明治22年） | 1,527 |
| 1920年（大正 9年） | 1,985 |
| 1935年（昭和10年） | 2,161 |
| 1950年（昭和25年） | 2,726 |

### 世帯
総数 [単位： 世帯]
| 1920年（大正 9年） | 377 |
| 1935年（昭和10年） | 361 |
| 1950年（昭和25年） | 435 |

## 交通

### 道路
- 二級国道
  - 国道125号

## 名所
- 高道祖神社 - 旧暦の正月14日に子授けを祈願する道祖神祭があり、男女の生殖器を象った餅を奉納する[1][2][3]。
- 桜塚古墳 - 約1万5千年前の旧石器時代の遺物が出土[4][5]。出土した埴輪をもとに山口蓬春は「宴」を描いた[6][7]。